# Paul McMullan (Fußballspieler, 1996)
Paul McMullan (* 25. Februar 1996 in Stirling) ist ein schottischer Fußballspieler, der bei Derry City unter Vertrag steht.

## Karriere

### Verein
Paul McMullan spielte in seiner Jugend in der Youth Academy von Celtic Glasgow. In der Saison 2014/15 wurde er in den Profikader aufgenommen, blieb dabei allerdings ohne Einsatz. Von Januar bis Mai 2015 wurde McMullan an den schottischen Drittligisten FC Stenhousemuir verliehen, für den er in 15 Spielen drei Tore erzielte. Von Juli 2015 bis Februar 2016 wurde er an den Zweitligisten FC St. Mirren ausgeliehen. Danach  folgten zwei weitere Leihen zu den in der 2. Liga in Schottland spielenden Greenock Morton und Dunfermline Athletic.

### Nationalmannschaft
Paul McMullan spielte von 2011 bis 2015 in Juniorenmannschaften von Schottland. Sein Debüt gab er in der U-15 gegen Belgien im Mai 2011. Danach spielte McMullan in den Altersklassen der U-16, U-17 und U-19.